# Processus accessorius vertebrae lumbalis

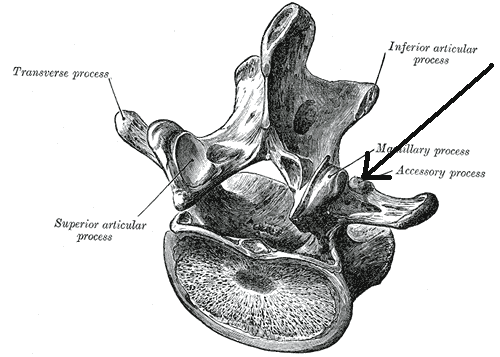
Egy ágyéki csigolya (a nyíl mutatja a kicsi nyúlványt)

Az ágyéki csigolyáknak a processus transversus vertebrae-ének a tövénél található egy másik nyúlvány, amit processus accessorius vertebrae lumbalis-nak hívnak.